# Jedwabno (gmina)
Jedwabno – gmina wiejska w województwie warmińsko-mazurskim, w powiecie szczycieńskim. W latach 1975–1998 gmina położona była w województwie olsztyńskim.
Siedziba gminy to Jedwabno.
Według danych z 31 grudnia 2011 gminę zamieszkiwało 3813 osób. Natomiast według danych z 31 grudnia 2019 roku gminę zamieszkiwało 3631 osób.

## Struktura powierzchni
Według danych z roku 2002 gmina Jedwabno ma obszar 311,51 km², w tym:
- użytki rolne: 20%
- użytki leśne: 63%

Gmina stanowi 16,11% powierzchni powiatu.

## Znane postacie pochodzące z gminy Jedwabno
- Walter Późny

## Demografia

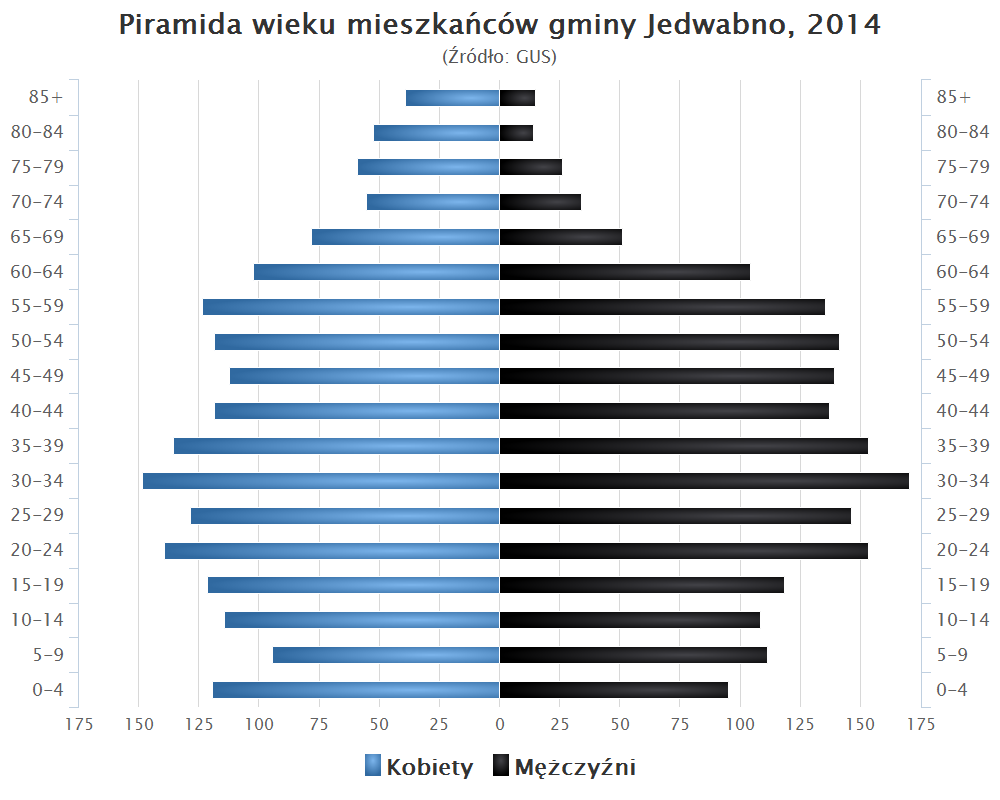
Piramida wieku mieszkańców gminy Jedwabno w 2014 roku

Dane z 31.12.2011r.
| Opis      | Ogółem | Ogółem | Kobiety | Kobiety | Mężczyźni | Mężczyźni |
| --------- | ------ | ------ | ------- | ------- | --------- | --------- |
| jednostka | osób   | %      | osób    | %       | osób      | %         |
| populacja | 3813   | 100    | 1892    | 49,6    | 1921      | 50,4      |

## Herb Gminy Jedwabno
Herb Gminy przedstawia czerwony zamek z wieżami, z prawej i lewej strony, na których siedzą dwa czarne kormorany. Zameczek symbolizuje istniejący tu kiedyś gród obronny pruskiego plemienia Galindów. Zamek to m.in. trwałość i opiekuńczość. Chorągiewka umieszczona na wieży to ozdoba często stosowana na tych terenach. Czarne kormorany to ptaki charakterystyczne dla tego regionu. Zamek położony jest nad wodą, którą obrazuje błękitno-biała fala. Woda w herbie podkreśla nie tylko obronne funkcje, ale ma również odniesienie do miejscowej przyrody – symbolizuje jeziora i rzeki, tak liczne w tym regionie.

## Informacje podstawowe
- Komunikacja: Przez gminę przebiega droga krajowa 58 oraz droga wojewódzka 508.
- Gospodarka odpadami: Gmina posiada oczyszczalnię ścieków (od 1993 roku).
- Edukacja: Zespół Szkół w Jedwabnie wraz z filią szkoły podstawowej w Nowym Dworze; Przedszkole Samorządowe w Jedwabnie.
- Ośrodki kulturalno-sportowe: Gminny Ośrodek Kultury w Jedwabnie, Gminna Biblioteka Publiczna w Jedwabnie, Stadion sportowy w Jedwabnie, obiekt sportowy "Orlik", świetlice wiejskie w miejscowościach: Lipniki, Szuć, Narty, Nowy Dwór, Burdąg, Waplewo, Małszewo.
- Opieka społeczna i zdrowotna: Przychodnia lekarska WAMED w Jedwabnie, Gminny Ośrodek Pomocy Społecznej w Jedwabnie.
- Bezpieczeństwo: Cztery jednostki Ochotniczej Straży Pożarnej (Jedwabno, Szuć, Nowy Dwór i Burdąg).
- Atrakcje turystyczne: Gminie Jedwabno słynie z licznych jezior, lasów obfitych w runo leśne i dziką zwierzynę oraz z czystego powietrza pełnego zapachu aromatycznych olejków z drzew. Czyste jeziora, które stanowią bazę dla kajakarstwa, wędkarstwa i rekreacji. Piaszczyste plaże, przejrzysta woda, wypożyczalnie sprzętu wodnego, pola biwakowe, ławeczki nad brzegiem jezior, możliwość uprawiania sportów wodnych – oto bogactwa tych jezior. Dla amatorów wędrówek pieszych oraz wycieczek rowerowych stworzono kilka ścieżek rekreacyjnych urozmaiconych pod względem stopnia trudności i przystosowanych do samodzielnego zwiedzania. Warto także zatrzymać się w wioskach gminy i poczuć przyjazną atmosferę festynów wiejskich, które kuszą zapachem i smakiem lokalnych potraw oraz odgłosami przyjaznej dla ucha muzyki miejscowych zespołów.
  - ścieżka rowerowa Jedwabno – Dłużek: długość ścieżki 3 km, przebiega wzdłuż drogi krajowej i przecina się ze ścieżką dydaktyczną „Dłużek”, utworzona została na dawnym pasie przeciwpożarowym dla uatrakcyjnienia i nadania jej funkcji edukacyjnych ustawiono kilka poglądowych tablic.
  - rezerwaty przyrody: rezerwat faunistyczny „Małga” położony około 6 km na zachód od miejscowości Rekownica; rezerwat "Galwica"; rezerwat leśny „Dęby Napiwodzkie" usytuowany jest w pobliżu siedziby leśnictwa Nowy Las, tuż przy szosie Jedwabno – Nidzica;
  - pomniki przyrody;
  - rozrywkę zarówno mieszkańcom i turystom dostarczają imprezy kulturalno – rozrywkowe prezentujące lokalne zwyczaje i wartości, które pozwalają na integrację społeczeństwa.

## Zabytki[5]
Do rejestru zabytków nieruchomych na terenie gminy zostały wpisane:
- Kościół parafialny pw. św. Józefa z czerwonej cegły z 1930 roku wraz z plebanią w Jedwabnie, nr rej.: A-2203 z 25.04.20062;
- Cmentarz rzymskokatolicki z 1930 roku w Jedwabnie, nr rej.: A-2205 z 8.08.2005;
- Karczma z zajazdem, XVIII/XIX wieku w Małszewie, nr rej.: 2931 z 23.03.1991;
- Młyn wodny, 2 poł. XIX wieku w Małszewie, nr rej.: 2932 z 18.03.1992;
- Kościół ewangelicki, obecnie rzymskokatolicki parafialny pw. św. Wojciecha z 1901-02 roku w Nowym Dworze, nr rej.: A-2286 z 29.09.2006;
- Zabytkowe chaty w miejscowościach Szuć, Kot, Małszewo, Jedwabno, Burdąg i Nowy Dwór.

## Miejscowości
Brajniki, Burdąg, Czarny Piec, Dębowiec, Dłużek, Dzierzki, Kot, Lipniki, Małszewo, Narty, Nowe Borowe, Nowy Dwór, Nowy Las, Piduń, Rekownica, Szuć, Waplewo, Warchały, Witowo, Witówko.

## Sąsiednie gminy
Janowo, Nidzica, Olsztynek, Pasym, Purda, Szczytno, Wielbark